# Efecte Hall d'espín

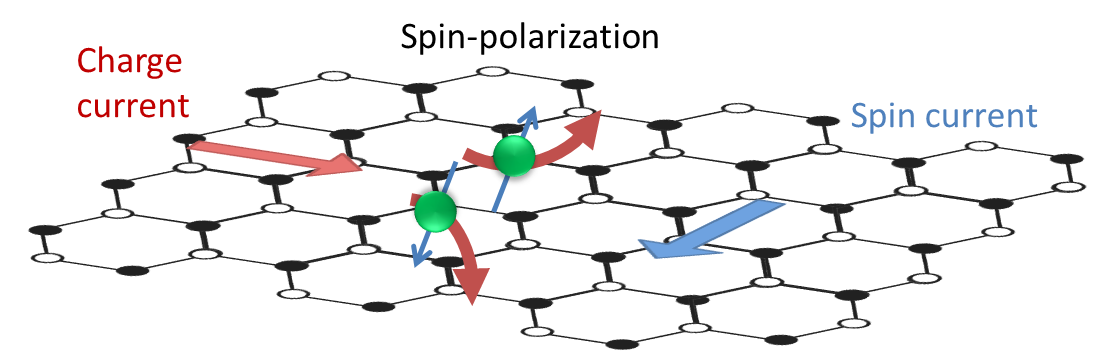
Esquema de l'efecte Hall d'espín

L'efecte Hall d'espín (SHE) és un fenomen de transport predit pels físics russos Mikhail I. Dyakonov i Vladimir I. Perel l'any 1971. Consisteix en l'aparició d'acumulació d'espín a les superfícies laterals d'una mostra que transporta corrent elèctric, els signes de les direccions d'espín són oposats als límits oposats. En un cable cilíndric, els espins superficials induïts pel corrent s'enrotllaran al voltant del cable. Quan s'inverteix la direcció actual, les direccions d'orientació d'espín també s'inverteixen.

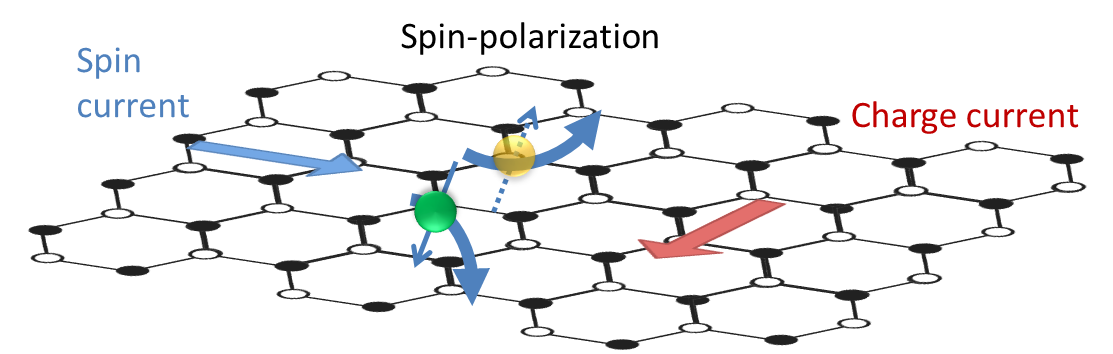
Esquema de l'efecte Hall d'espín invers

## Definició
L'efecte Hall d'espín és un fenomen de transport que consisteix en l'aparició d'acumulació d'espín a les superfícies laterals d'una mostra que transporta corrent elèctric. Els límits de la superfície oposats tindran girs de signe oposat. És anàleg al clàssic efecte Hall, on les càrregues de signe oposat apareixen a les superfícies laterals oposades en una mostra que transporta corrent elèctric en un camp magnètic. En el cas de l'efecte Hall clàssic, la càrrega acumulada als límits és una compensació de la força de Lorentz que actua sobre els portadors de càrrega de la mostra a causa del camp magnètic. No es necessita cap camp magnètic per a l'efecte Hall d'espín, que és un fenomen basat exclusivament en espín. L'efecte Hall d'espin pertany a la mateixa família que l'efecte Hall anòmal, conegut durant molt de temps en ferroimants, que també s'origina de la interacció espín-òrbita.

## Història
L'efecte Hall de rotació (directe i invers) va ser predit pels físics russos Mikhail I. Dyakonov i Vladimir I. Perel l'any 1971. També van introduir per primera vegada la noció de corrent d'espín.
El 1983 Averkiev i Dyakonov van proposar una manera de mesurar l'efecte Hall d'espín invers sota l'orientació de l'espín òptic en semiconductors. La primera demostració experimental de l'efecte Hall d'espín invers, basada en aquesta idea, va ser realitzada per Bakun et al. el 1984
El terme "efecte Hall de gir" va ser introduït per Hirsch que va tornar a predir aquest efecte el 1999.
Experimentalment, l'efecte Hall de spin (directe) es va observar en semiconductors més de 30 anys després de la predicció original.

## Origen físic
Dos possibles mecanismes donen origen a l'efecte Hall d'espín, en el qual un corrent elèctric (compost per càrregues en moviment) es transforma en un corrent d'espín (un corrent de spins en moviment sense flux de càrrega). El mecanisme original (extrínsec) ideat per Dyakonov i Perel consistia en la dispersió de Mott depenent de l'espín, on els portadors amb espín oposat es difonen en direccions oposades quan xoquen amb les impureses del material. El segon mecanisme es deu a les propietats intrínseques del material, on les trajectòries del portador es distorsionen a causa de la interacció espin-òrbita com a conseqüència de les asimetries del material.
Un pot imaginar intuïtivament l'efecte intrínsec utilitzant l'analogia clàssica entre un electró i una pilota de tennis que gira. La pilota de tennis es desvia de la seva trajectòria recta en l'aire en una direcció que depèn del sentit de gir, també conegut com a efecte Magnus. En un sòlid, l'aire és substituït per un camp elèctric efectiu a causa de les asimetries en el material, el moviment relatiu entre el moment magnètic (associat a l'espín) i el camp elèctric crea un acoblament que distorsiona el moviment dels electrons.

## Descripció matemàtica
El corrent d'espín es descriu per un tensor de segon rang qij, on el primer índex es refereix a la direcció del flux, i el segon a la component d'espín que flueix. Així qxy denota la densitat de flux del component y de l'espín en la direcció x. Introduïu també el vector q i de la densitat de flux de càrrega (que està relacionat amb la densitat de corrent normal j=eq), on e és la càrrega elemental. L'acoblament entre els corrents d'espín i de càrrega es deu a la interacció espín-òrbita. Es pot descriure d'una manera molt senzilla introduint un únic paràmetre d'acoblament adimensional ʏ.